# André Roux (journaliste)
Pour les articles homonymes, voir André Roux et Roux.
André Roux (Paris 6e, 22 juin 1886 - Paris 7e, 3 novembre 1969) est un journaliste et dirigeant d'entreprise français du XXe siècle, qui assuré la direction de plusieurs médias, parmi lesquels le quotidien Paris-Soir et le magazine Paris Match.

## Biographie
Après un passage dans l’administration des Finances comme directeur au ministère des Finances, il fut le bras droit de l'industriel textile Jean Prouvost , l'éphémère ministre de l’Information du gouvernement de Paul Reynaud en 1940.
Il devient ensuite, pendant la guerre, un proche collaborateur de Jean Prouvost, propriétaire du premier journal quotidien français, Paris Soir, qui tirait avant-guerre à deux millions d'exemplaires. Il l'accompagne à Lyon, quand Paris Soir doit se replier dans le sud de la France, face à l'avancée des troupes allemandes et a pour mission de veiller tous les jours à la sortie du quotidien.
Tout comme le marionnettiste Jacques Chesnais, les acteurs Jacques Dufilho, Howard Vernon, Pierre Risch, Olivier Hussenot, Jean-Pierre Grenier ainsi que le célèbre René Simon, il collabore à la chaîne de télévision Fernsehsender Paris, jusqu'à la libération de la capitale.
A la fin de la guerre, Jean Prouvost s'éclipse et confie à Philippe Boegner et André Roux la direction du quotidien,.
Après-guerre, lorsque Jean Prouvost préfère se cacher pour éviter les incidents, car il est menacé d’un procès pour collaboration, André Roux l'héberge dans l'une des maisons,, de sa propriété du hameau de Poncelles, sur la commune de Piscop, dans le département du Val-d'Oise, et l'entoure de son « affectueuse sollicitude ». Philippe Boegner, ami d'André Roux, leur rend visite, tout comme « les grands noms de la presse des années 30 », et aide Jean Prouvost à démontrer juridiquement qu'il s’est « réhabilité en prenant une part efficace, active et soutenue à la Résistance contre l’occupant ».
En mars 1949, Jean Prouvost fonde le magazine Paris-Match, dont Philippe Boegner est le directeur et André Roux le secrétaire général puis l'administrateur,,.
André Roux a épousé le 1er septembre 1920 à Domont, dans le Val-d'Oise, Cécile Marcilhacy (1896-1991,, issue de la famille des fondateurs de Rhône-Poulenc. Leur fils, l'industriel Ambroise Roux est né un an après le mariage.
André Roux a été élevé en 1967 au grade de commandeur de la Légion d'honneur.